# Žiar (Malá Fatra)
Žiar (1028,6 m n. m. ) je výrazný a z větší části zalesněný vrch v Lúčanské části Malé Fatry. Nachází se západně od Martinských holí nad Medzihorskou dolinou, východně od obce Kunerad.

## Geologie
Původně se mělo za to, že geologicky představuje součást antiklinály Kozla. V současnosti se však od tohoto názoru upouští a má se za to, že jde o normální monoklinální uložení.  Geologicky patří do tatrika a je tvořen hlavně stráňavskými ( slepenci, živcovými drobami, arkózami, podřadnými písčitým břidlicemi ) a lúžňanským souvrstvím ( křemenců, arkózy).

## Fauna
Ze zvěře zde žije: medvěd hnědý (Ursus arctos), jelen evropský (Cervus elaphus), srnec obecný (Capreolus capreolus), prase divoké (Sus scrofa), vlk obecný (Canis lupus), rys ostrovid (Lynx lynx) a jiní vzácní živočichové.